# Beth Storry
Elizabeth Louise Storry (Reading, 24 de abril de 1978), conocida como Beth Storry, es una exjugadora británica de hockey sobre césped.

## Trayectoria
Storry tuvo su debut olímpico en Pekín 2008. En los Juegos Olímpicos de Londres 2012 derrotó a Nueva Zelanda en el partido por el tercer puesto y obtuvo la medalla de bronce.